# Trilogia Espacial

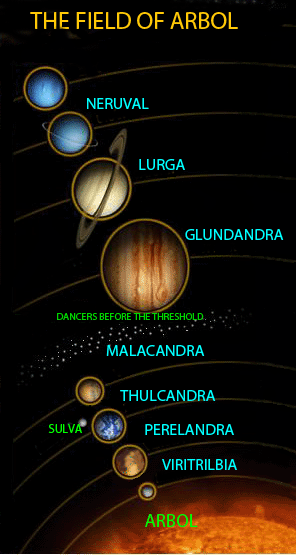
Concepção artística do sistema solar de acordo com os nomes dados por S. C. Lewis nas obras de ficção Trilogia Espacial.

A Trilogia Espacial, Trilogia Cósmica no Brasil, também conhecida como Trilogia de Ransom do escritor Irlandês C. S. Lewis (consagrado autor de As Crônicas de Nárnia, Cartas de um Diabo a seu Aprendiz e Cristianismo Puro e Simples), é uma série de livros nos quais o autor aborda a cosmovisão cristã a partir da temática das viagens interplanetárias, sugerindo uma análise não usual do cristianismo - como já fizera com As Crônicas de Nárnia e com Cartas do Inferno (em que mostra o cristianismo através dos olhos de um demônio) - dessa vez a partir da premissa de outros mundos habitados por seres inteligentes. Através das viagens que o personagem principal, Ransom, faz para outros planetas, ele descobre a existência dos hnaus, dos eldila. Descobre ainda que cada mundo é governado por um ser denominado Oyarsa, e que o oyarsa da Terra (Tellus, ou Thulchandra em algumas versões) não mais existe, por ter se corrompido, gerando o mundo tal qual conhecemos.

## Além do Planeta Silencioso
O primeiro livro, escrito em 1938, Além do Planeta silencioso (Out of the Silent Planet), narra como Ransom, um filólogo (profissão essa que um grande amigo de Lewis, J. R. R. Tolkien, exercia como professor), é levado à força para um outro planeta, Malacandra. Lá ele conhece três espécies de hnau, os Hrossa, os Sorns e os Pififiltrigi, e um estilo de vida onde não há pecado.

## Perelandra
No segundo, Perelandra, de 1943, Ransom viaja para Perelandra (Vênus) a mando de Maleldil, o ser que criou o universo, e lá deve ajudar Eva a vencer o Não-Homem. Um livro bastante filosófico.

## Aquela Força Medonha
No episódio final da trilogia, escrito em 1945, a história se passa na terra, onde um grupo deseja impor uma Nova Ordem Mundial, e Ransom, a mando de Maleldil, prepara um contra-ataque, que inclui desde uma pessoa aparentemente paranormal até um personagem clássico da literatura inglesa, Merlin. O livro explora assuntos desde o relativismo, à ciência moderna e ao matrimônio cristão.
É interessante que, em todos os livros, o autor consegue escrever de outros planetas respeitando leis físicas.

## Ligações Externas
- «CS Lewis' Space Trilogy Review» (em inglês)